# デンプチン文化

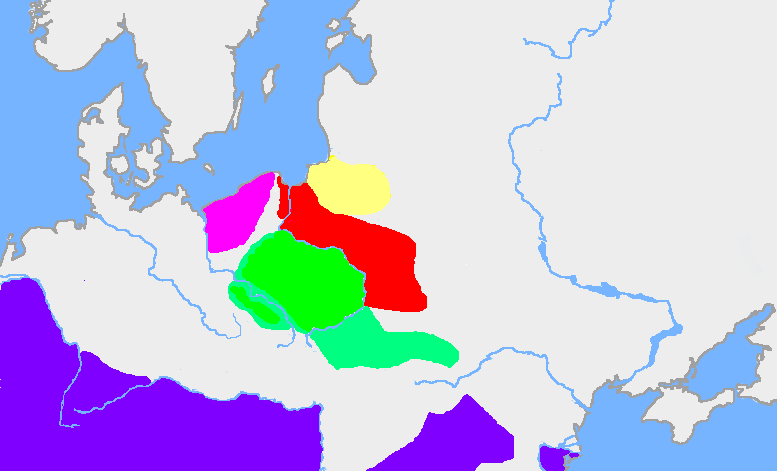
3世紀から4世紀にかけての中央ヨーロッパ。
ピンクはデンプチン文化
赤はヴィェルバルク文化
緑はプシェヴォルスク文化
黄色はヤトヴィンガ人と推定されるバルト系の文化
青紫はローマ帝国

デンプチン文化（Dębczyn culture）はポメラニア地方に3世紀から6世紀にかけて続いた考古文化。ゴート人と推定されるヴィェルバルク文化に西方のエルベ川地方の文化が加わったもので、のちにここへ南方や東方から西スラヴ系諸部族の文化が移ってきた。
3世紀の後半、デンプチン文化はヴィエルバルク文化のうちそれまでパルセンタ川とドラヴァ川の間にあった部分の地方文化から変化していった。この時代、この東隣の地域は砂地で農業に適さないため人が住んでいなかった。デンプチン文化がヴィエルバルク文化を継承したものなのか、それとも取って代わったものなのかは判明していないが、西隣の地域では人の居住はずっと継続していて、この地方の人々の交流により成立したことは確かである。デンプチン文化はヴィエルバルク文化に影響され、グストフ文化や西のエルベ川の地方の諸文化の拡大を受けて発生した。遺体は土葬された。この文化は6世紀のはじめまで存続し、その時代には土葬の習慣が廃れた。
デンプチン文化は、タキトゥスがレモウィ族と呼ぶ部族の残存者たち（ヴィドシトのグロンマ人と同一と思われる）を主な担い手とする文化の可能性がある。レモウィ族は民族大移動時代前にポメラニアのバルト海沿岸一帯に住んでいたリューゲン族に隣接していた。ゲルマンのサーガによると、グロンマ人（レモウィ族）のヘーテル王とリューゲン族のハーゲン王との間でヒデンゼー島の戦いが起こったとされ、ハーゲン王の娘ヒルデはヘーテル王に誘拐されたとされる。しかしレモウィ族の版図については諸説あり、本当に彼らがグロンマ人と同一のものだったのかについては定かではない。
この地方では住民が大きく交代した痕跡はないが、6世紀の初めまでにはスラヴ系の文化が主流になった。リューゲン族やレモウィ族などといったこの地方のゲルマン系旧住民が、隣接する地域からやってきた少数のスラヴ系の支配者に征服され、文化的に同化したものとみられる。彼らはこの土地の訛りのある西スラヴ語を話すポメラニア人諸部族となり、以後も数世紀の異教時代を経たのち12世紀に西スラヴ人のポーランド王国とドイツ人の神聖ローマ帝国によってキリスト教化され、ポーランド公に臣従する西スラヴ系のポメラニア土着貴族グリフィン家が支配するポメラニア公国が成立した。